# بزرة النطفة
بزرة النطفة (جمع: بِزْرات النِّطاف) هي خلية جنسية ذُكورية غير متمايزة. تخضع برزات النِطاف لتكوين حيوانات منوية ناضجة في الأنابيب المنوية للخصية.
هناك ثلاثة أنواع فرعية من الحيوانات المنوية في البشر:
- النوع أ: خلايا (مظلمة) ذات نوى مظلمة. هذه الخلايا عبارة عن خلايا جذعية نطاف احتياطي والتي لا تخضع عادة للانقسام النشط.
- النوع أ: خلايا (شاحبة) ذات نوى شاحبة. هذه هي الخلايا الجذعية للحيوانات المنوية التي تخضع للانقسام النشط. تنقسم هذه الخلايا لإنتاج خلايا من النوع ب.

الخلايا من النوع B: والتي تخضع للنمو وتصبح خلايا منوية أولية.

## الأدوية المضادة للسرطان
يمكن أن تؤثر الأدوية المضادة للسرطان مثل دوكسوروبيسين وفينكريستين سلبًا على خصوبة الذكور عن طريق إتلاف الحمض النووي للخلايا الجذعية التكاثرية للحيوانات المنوية. أشار التعرض التجريبي للحيوانات المنوية غير المتمايزة للفئران إلى دوكسوروبيسين وفينكريستين إلى أن هذه الخلايا قادرة على الاستجابة لتلف الحمض النووي عن طريق زيادة تعبيرها عن جينات إصلاح الحمض النووي، وأن هذه الاستجابة من المحتمل أن تمنع جزئيًا تراكم كسر الحمض النووي. بالإضافة إلى استجابة إصلاح الحمض النووي، فإن تعرض الحيوانات المنوية لدوكسوروبيسين يمكن أن يؤدي أيضًا إلى موت الخلايا المبرمج.

## صور إضافية

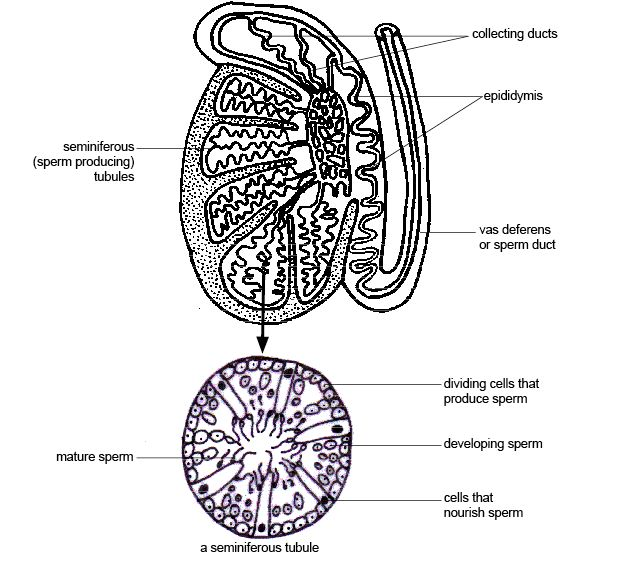
مقطع عرضي من أنبوب صغير من خصية

تكوين الخلايا المنوية

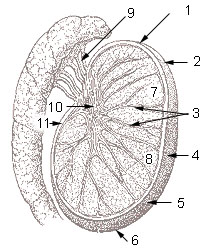